# نيكولاس فريتاس
نيكولاس فريتاس (بالإسبانية: Nicolás Freitas) (8 يونيو 1987 بمونتفيدو في الأوروغواي - ) هو لاعب كرة قدم أوروغواني في مركز الوسط. لعب مع إيفرتون دي فينا ديل مار وبنيارول وبيلا فيستا وروزاريو سنترال ومونتيفيديو واندررز ونادي إنترناسيونال.

## وصلات خارجية
- نيكولاس فريتاس على موقع قاعدة بيانات كرة القدم.إي يو (الإنجليزية)
- نيكولاس فريتاس على موقع Soccerway.com (الإنجليزية)
- نيكولاس فريتاس على موقع عالم كرة القدم.نت (الإنجليزية)
- نيكولاس فريتاس على موقع AS.com (الإسبانية)